# Gigantodax patihuaycensis
Gigantodax patihuaycensis är en tvåvingeart som beskrevs av Peter Wolfgang Wygodzinsky och Coscaron 1989. Gigantodax patihuaycensis ingår i släktet Gigantodax och familjen knott.
Artens utbredningsområde är Peru. Inga underarter finns listade i Catalogue of Life.